# Oceanospiril·lals
Els oceanospiril·lals (Oceanospirillales) és un ordre de Proteobacteria, amb dues famílies.
Els oceanospiril·lals són endosimbionts dels cucs Osedax. No estan presents en els seus oocits sinó adquirits més tard.